# Thoothukkudi

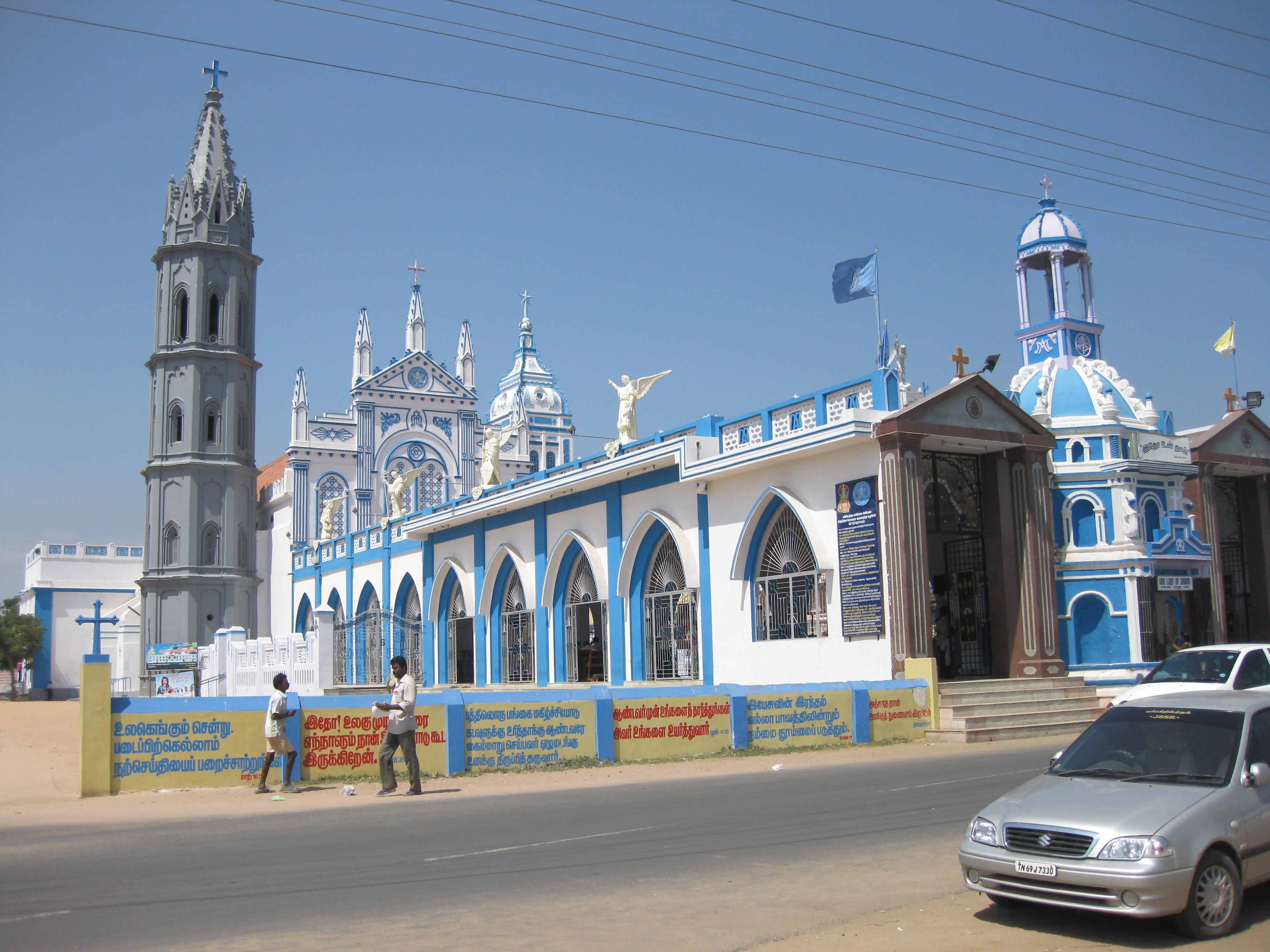
Kyrka i Thoothukkudi.

Thoothukkudi (äldre namn Tuticorin) är en hamnstad och en av Indiens äldsta städer, och är belägen i delstaten Tamil Nadu. Den är centralort i ett distrikt med samma namn och folkmängden uppgick till 237 830 invånare vid folkräkningen 2011, med förorter 411 628 invånare.